# Honey Bee
Honey Bee（ハニービー）は、日本のバンドである。プロデューサーは金杉はじめ。

## メンバー
- YURIA（Vo.・Gt.）
- SALA（Bs.）
- Nao★（Key.）
- SHU☆（Ds.）
- K↑chan（Gt.）

## ディスコグラフィー

### シングル
- NO ROCK NO LIFE
- 2006年11月22日発売・ランティスより

1. NO ROCK NO LIFE
  - テレビアニメ「すもももももも 地上最強のヨメ」エンディング主題歌
  - 作詞：金杉はじめ、作曲・編曲：関堂圭吾
2. ギター殺人事件
  - 作詞：金杉はじめ、作曲：YURIA、編曲：Nao★
3. NO ROCK NO LIFE（off vocal）
4. ギター殺人事件（off vocal）

### アルバム
- Honey Bee I
- 2006年7月26日発売・Mellow Headより

1. セピアカラーの迷路を抜けて♪
  - パソコンゲーム「たまきゅう」オープニング主題歌
  - 作詞：金杉肇、作曲：YURIA、編曲：八七
2. プラスチックスマイル（虹色ギターVERSION）
  - テレビアニメ「Canvas2 〜虹色のスケッチ〜」オープニング主題歌
  - 作詞・作曲：A BONE（金杉肇・吉田文）、編曲：八七
3. 抱きしめて
  - パソコンゲーム「ENSEMBLE 〜舞降る羽のアンサンブル〜」オープニング主題歌
  - 作詞：金杉肇、作曲：YURIA、編曲：八七
4. CHERRY JAM
  - パソコンゲーム「チェリッシュピザはいかがですか」オープニング主題歌
  - 作詞：金杉肇・YURIA、作曲：CHACO、編曲：八七
5. soul★mate
  - 作詞・作曲：YURIA、編曲：八七
6. BANG-SO-CO
  - パソコンゲーム「たまきゅう」エンディング主題歌
  - 作詞：金杉肇・REICO、作曲：畠義人・REICO、編曲：YAMACHI
7. BLUE SKY
  - プレイステーション2ゲーム「Canvas2 ～虹色のスケッチ～」オープニング主題歌
  - 作詞・作曲：金杉肇・YURIA、編曲：八七
8. からふるきゃんでぃ
  - パソコンゲーム「夏恋 ～karen～」エンディング主題歌
  - 作詞：金杉肇・YURIA、作曲：RIO、編曲：八七
9. RIDE ON
  - 作詞・作曲：YURIA、編曲：A BONE（KOBA-YAN）・TAKASHI FUJISAKI
10. 永遠の絆
  - パソコンゲーム「天空のシンフォニア」エンディング主題歌
  - 作詞：金杉肇、作曲：吉田文・畠義人、編曲：A BONE・Honey Bee
11. LA♪LA♪BYE
  - テレビアニメ「超重神グラヴィオンZwei」エンディング主題歌
  - 作詞：Hajimex（金杉肇）、作曲：YURIA、編曲：八七
12. 胸きゅんサプリ
  - パソコンゲーム「天空のシンフォニア2」オープニング主題歌
  - 作詞：金杉肇、作曲：YURIA、編曲：NAO
13. forever
  - 作詞・作曲：YURIA、編曲：A BONE（金杉肇）
14. SUMMER RAINBOW（シークレット・トラック）
  - パソコンゲーム「夏恋 ～karen～」オープニング主題歌
  - 作詞：金杉肇・吉田文、作曲：RIO、編曲：景家淳